# Hanspeter Wieland

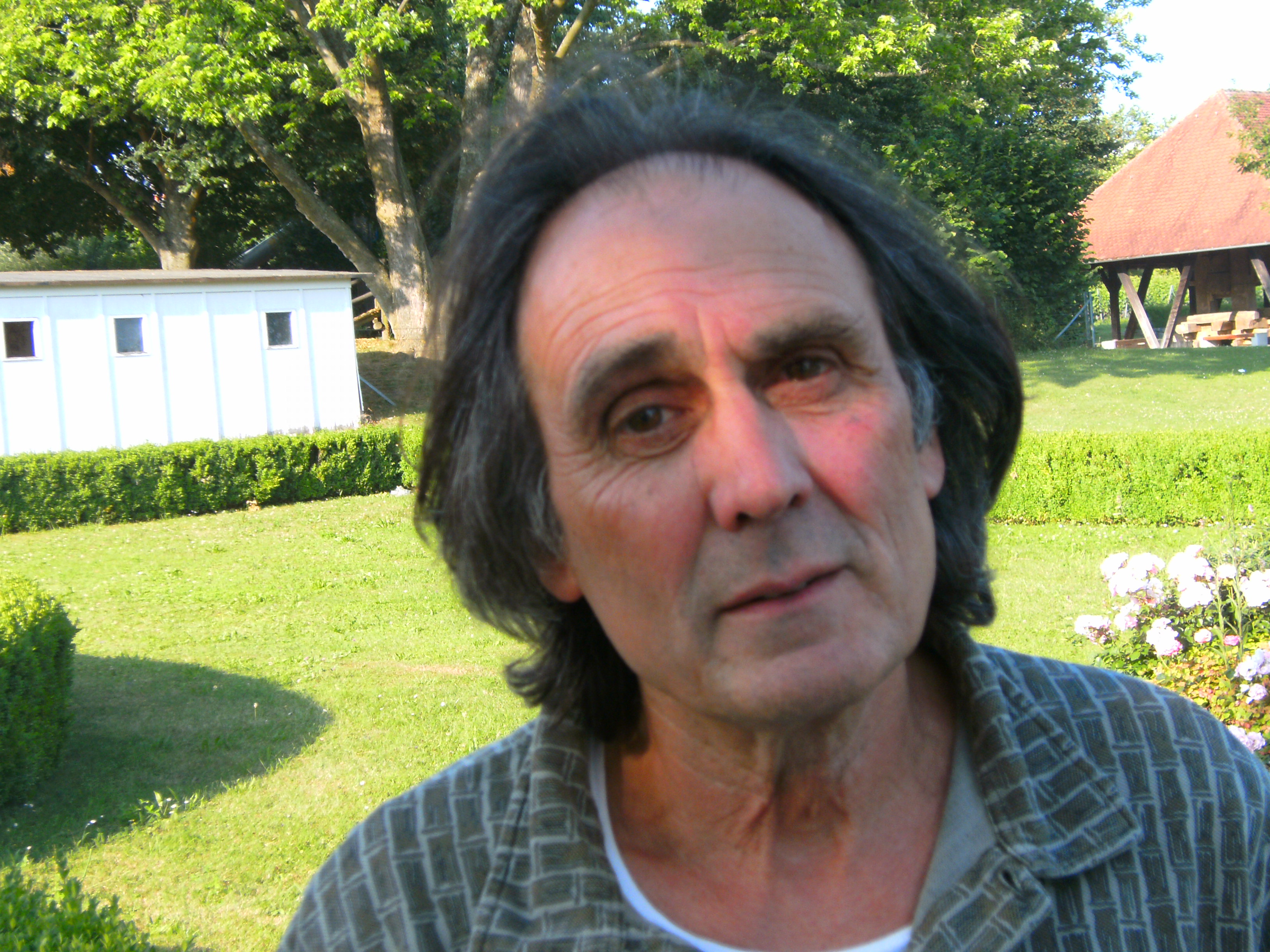
Hanspeter Wieland (2013)

Hanspeter Wieland (* 23. August 1948 in Radolfzell am Bodensee) ist ein Schriftsteller, der Bücher und Gedichte in Bodenseealemannisch über die Region, die Menschen und die Systematik ihrer Sprache schreibt. Er ist Mitherausgeber von Gedichtsammlungen und Anthologien. Er veröffentlicht auch in Hochdeutsch.

## Leben
Die Stationen auf seinem Lebensweg waren Betenbrunn (Heiligenberg (Bodenseekreis)), Pfullendorf, Ettenheimmünster und Ettenheim, Konstanz sowie Berlin. Sein Schwerpunkt lag fast 40 Jahre lang in Immenstaad am Bodensee. Nach kurzem Wohnen im Salemer Ortsteil Neufrach verlegte er im März 2013 seinen Wohnsitz nach Überlingen.
Sein Lehrer Richard Gäng in der Klosterschule St. Landolin in Ettenheimmünster entdeckte seine sprachliche Gewandtheit. Hanspeter Wieland konnte seine praktische Seite in der Ausbildung zum Maschinenschlosser verwirklichen. Er arbeitete danach in vielen Berufen in der Industrie. Er ist verheiratet und Vater von drei Söhnen. Hanspeter Wieland ist seit über 40 Jahren in der Gewerkschaftsbewegung und seit 1995 im Verband deutscher Schriftsteller. Einige Jahre war er Autorensprecher der Muettersproch-Gsellschaft für die alemannische Sprache. In der internationalen Bodenseeregion ist er Teil der Meersburger Autoren-Runde.

## Philosophie
Hanspeter Wieland setzt sich für ein gutes, gerechtes Zusammenleben und die Achtung von Natur, Tier und Pflanzen ein. Seine Erkenntnisse gewinnt er aus dem Denken gegen den Strom, im einfachen Leben fern aller Glätte und Normierungen. Leben und Schreiben gilt ihm als Einheit. Seine alemannischen Gedichte sind eine Komposition aus alemannischen Wörtern mit alemannischem Hintersinn und Wortklang. Er ist ein Sprachkünstler.
Manfred Bosch hat dieses charakterisiert: 

„… erfreulichste Blutauffrischung für die alemannische Mundart seit langem …“

Und Markus Manfred Jung attestierte ihm auf Alemannisch: 

„So hät in unsem Dialekt no kein gschribe.“

Sein Motto ist:

„schwätze mummer mit de Leit – schwätze“

Und sein (dreifaches) Lebensideal ist: die Gleichberechtigung von Mann und Frau. Respekt für die körperliche Arbeit („schaffe mit de Hand“). Ohne Eigentum leben.

## Lesungen
Bei Autorenlesungen, die er allein oder mit Kollegen hält, trägt er zum Verständnis des Bodenseealemannischen bei. Er ist Mitglied  der Meersburger Autorenrunde der Autoren rund um den Bodensee. Diese trifft sich jedes Jahr vor dem Advent auf der Burg Meersburg und liest aus Werken von Schriftstellern, die früher in der Region gelebt hatten. Darunter sind auch vergessene Schriftsteller oder Schriftsteller, auf die man erneut aufmerksam machen möchte. Er ist einer der alemannischen Autoren, der im Dialog mit Schülern das Alemannische als weitere Sprache neben dem Schriftdeutschen den Kindern näher bringt („Mundart in der Schule“).

## Projekte

### Projekt Neufracher Bücherschmiede
Wieland dichtet, gestaltet und fertigt von Hand gebundene Texte (Stand 2016: 400 Einzelstücke). Er sieht das als eine Alternative zur herkömmlichen Verlagspräsentation. Die Themen sind gedanklich zusammengefasst zu sechs Bänden „In meinem Reich“, zwei Bänden „Dichten und Dichten im Dialekt“, weiteren Bänden mit Abhandlungen und Aphorismen sowie „Erzählprosa aus Immenstaad und dem Salemer Tal“, Dialektgedichten und den „Tierle-Broschüren“.

### Projekt Mauerläufer
Wieland ist Mitherausgeber der literarischen Zeitschrift „Mauerlaeufer“, in der er auch publiziert. Sie erscheint seit 2014 jährlich unter dem Motto radikal, regional, randständig. Radikal bezieht sich auf in Frage stellen der veröffentlichten Meinung. Regional bezieht sich auf die Regionen Allgäu bis zum Hegau, Oberschwaben, deutsches Bodenseeufer, die Schweizer Kantone Schaffhausen, Thurgau, St. Gallen und das österreichische Vorarlberg. Randständig bezieht sich auf Themen und Menschen am Rand der Aufmerksamkeit.
Wieland fasst seine Gedanken zu fünf Jahren Mauerlaeufer und zu der Idealform des Mauerlaeufers in seinen Beiträgen im Heft Mein Mauerläufer zusammen. Radikal und nach seinem inneren Kompass denken bedeutet für ihn: dichterische Freiheit, gegen den Strom schwimmen, „die unsichtbare Seite des Mondes“ ergründen, vorausdenken, Minderheiten verstehen, ganzheitlich und empathisch zu denken, auch gegen Widerstände der „Anständigen“.
Bisher erschienen:
- 1. Literarisches Jahresheft. Mauerlaeufer 2014: Die Sprache die keiner spricht
- 2. Literarisches Jahresheft. Mauerlaeufer 2015: Ordnung. ISBN 978-3-00-049878-7
- 3. Literarisches Jahresheft. Mauerlaeufer 2016: traf seeabwärts in Romanshorn ein Blechboot ein. ISBN 978-3-00-053185-9
- 4. Literarisches Jahresheft. Mauerlaeufer 2017: Inseln Klöster Zirkel Zellen. ISBN 978-3-00-057016-2
- 5. Literarisches Jahresheft. Mauerlaeufer 2018/2019: WortMachtWort. ISBN 978-3-9819985-0-4
- 6. Literarisches Jahresheft. Mauerlaeufer 2019/2020: Mörike stellt die Kamera auf. ISBN 978-3-9819985-1-1
- 7. Literarisches Jahresheft. Mauerlaeufer 2020/2021: Der fremde Blick. ISBN 978-3-9819985-2-8

## Auszeichnungen
- 1989: 1. Preis der VHS-Bodenseekreis für die Mundartlyrik
- 1991: Arbeitsstipendium vum Förderkreis dt. Schriftsteller
- 1992: Kulturförderpreis der Stadt Friedrichshafen

## Werk
Sein Werk ist bei der Muettersproch-Gsellschaft und der Deutschen Nationalbibliothek aufgeführt.

### Alemannisch

#### Alemannische Gedichtbände
- Sonigs und Sottigs. H. Wieland, 1987.
- Bappele hinterefier. Alemannische Gedichte. Drey-Verlag, Gutach 1995, ISBN 3-9804636-1-3.
- Schineggler. Alemannische Gedichte aus der Fabrik mit einem Nachsatz in Schafseckel-Deitsch. Drey-Verlag, Gutach 1999, ISBN 3-933765-01-3.
- Omma häckerlet de Gaate. Alemannische Gedichte. Drey-Verlag, Gutach 2001, ISBN 3-933765-08-0.

#### Beiträge in Zeitschriften und Büchern
(chronologisch geordnet)
- Fremds Vögele. In: Strandgut von Träumen. Weiler im Allgäu 1990.
- Die Mundarten Vorarlbergs, 17 zeitgenössischen Mundartautoren aus dem Vorarlberg. In: Alemannisch dunkt üs guet. Heft 3/4, 1995.
- Beese Dag. Alemannische Gedichte. In: Allmende. 70/71. Eggingen 2001.
- Wenn onn d Sunnebrille nadutt. In: Rheticus. 3/4, Feldkirch 2002.
- Blüemlegedichte. Blumenpoesie alemannischer Dichterinnen. In: Alemannisch dunkt üs guet. 1/2005.
- Leute am See. In: Bodenseegedichte aus 12 Jahrhunderten. Eggingen 2005.
- Sprechübungen. In: Harras. 21, Dozwil 2006.
- Kinderzit, Erinnerungen alemannischer Autoren an Kriegs- und Zwischenkriegszeit. In: Alemannisch dunkt üs guet. 1/2009.
- Demonschtrazion. In: Les Galets du Rhin. Rheinkiesel. Volume III, S. 203–210, Édition du Lys 2012. ISBN 2-903693-75-7. (Parabel).

#### Mitherausgeber
- mit Markus Manfred Jung und W. Wurth (Hrsg.): weleweg selleweg. Anthologie mit Texten von 33 zeitgenössischen Mundartautoren aus Baden. Drey-Verlag, Gutach, 1996, ISBN 3-9804636-2-1.
- mit Markus Manfred Jung und W. Wurth (Hrsg.): I mag di mog di mig di. Alemannische Liebesgedichte-Anthologie. Gutach, 2009.

#### Alemannische Texte auf CD
- Ufem Bergle iberem See. Mundarttexte gesprochen vom Autor. Drey-Verlag, 2004, ISBN 3-933765-16-1. (Audio-CD)
- 7 Lieder. Mini-CD. Musik von Reinhold Schneider, Immenstaad no act records, Immenstaad 2011.

### Schriftdeutsch

#### Prosa
- Der arme Poet. Zehn Versuche mit zwei Anhängseln zu einem Thema von Spitzweg. De Scriptum, Uhldingen 1998, ISBN 3-931071-15-4.
- Kurztexte und Aphorismen. Z. B. Von den Dingen, Der alte Brettacher Apfelbaum, Ein Schnak, der nichts will, Vom Wünschen, Vom Sprechen. Eigenverlag Neufracher Bücherschmiede, 2012, 2013 und 2016.

#### Beiträge in Zeitschriften und Büchern
(chronologisch geordnet)
- Im unteren Luftraum u. a. In: Verknüpfungen. Birkhäuser, Basel 1992.
- Gryllotalpa oder Der Gärtner als TÖLPL. In: Landmarken, Seezeichen. Texte der Meersburger Autorenrunde. Hrsg. von Josef Hoben und Walter Neumann. Edition de scriptum bei demand, Waldburg 2001, S. 271–277. (Einssein mit der Schöpfung).
- Annäherungen an eine Seeheimat. In: Immenstaad, Geschichte einer Seegemeinde. Konstanz 1994.
- Auf dem Enneberg. Eine Reise durch das Markdorfer Gewann selben Namens. In: Kultur. Dornbirn 1990 und Allmende. 50/51, Eggingen 1996.
- Heimatland Heimat, 25 Jahre Bodenseekreis. In: Allmende. 60/61, Eggingen 1999 und in: Im Sog des Bodensees, Eggingen 2009.
- Kurgäscht, Epfel und Dornjeh. In: Unser aller Weg führt übern Bodensee. Eggingen 2000 und in: Geschichten vom Bodensee, Berlin 2012.
- Wohin Neue Mundart? In: schwädds 23. Bad Schussenried 2002.
- Handarbeit und Dialekt. In: schwädds. 26, Reutlingen 2007.
- Das Große im Kleinen. Heuer jährt sich zum 25-ten Mal der Todestag von Richard Gäng. In: Alemannisch dunkt üs guet, Heft I/II, 2008, S. 67–68.
- Die Ästhetik des Kürzens. Zu den kurzen Vokalen im Seealemannischen. In: Leben am See. 28, Bodenseekreis 2011.[17]
- Mein Kommunismus. In: Hippe Habasch, Renate Igel-Schweizer: Aber es gab noch einen anderen Fisch, Turm Verlag, Meersburg 2011.
- Besuch in der Haslachmühle. In: Mauerlaeufer. Literarisches Jahresheft 1/2014, S. 10–13.
- Große Herausforderung. In: Mauerlaeufer. Literarisches Jahresheft 1/2014, S. 128–135. (Parabel).
- Walter Dorst: Ordnung schaffen. In: Mauerlaeufer. Literarisches Jahresheft 2015, ISBN 978-3-00-049878-7, S. 34–37.
- Was zu befürchten war, ist passiert. In: Mauerlaeufer. Literarisches Jahresheft 2015, ISBN 978-3-00-049878-7, S. 116–121. (Parabel).
- Schere im Kopf. In: Mauerlaeufer. Jahresheft für Literatur und Kunst 2016, ISBN 978-3-00-053185-9, S. 98–101. (Querdenken).
- Reuteman, Fritz: Poet. In: Mauerlaeufer. Literarisches Jahresheft 2017, ISBN 978-3-00-057016-2, S. 38–43.
- Unter Künstlern. In: Mauerlaeufer. Literarisches Jahresheft 2017, ISBN 978-3-00-057016-2, S. 86–93.
- Vom Winter. In: Literatur Bodensee 2018. Stadler Kalender, Konstanz 2017.
- Als zum ersten Mal Manfred Bosch sich an mich wandte… . In: Siegmund Kopitzki und Inga Pohlmann (Hrsg.): Manfred Bosch – Literarischer Sekretär der Region. Eine Freundschaftsgabe. Südverlag Konstanz GmbH, 2017, ISBN 978-3-87800-107-2. S. 163–165.
- Wutbürger. In: Mauerlaeufer. Literarisches Jahresheft 2018, ISBN 978-3-9819985-0-4, S. 87.
- Überlinger Schneeglöckle. In: Mauerlaeufer. Literarisches Jahresheft 2018, ISBN 978-3-9819985-0-4, S. 88–89.
- Refugees & Dissidenten. In: Mauerlaeufer. Literarisches Jahresheft 2018, ISBN 978-3-9819985-0-4, S. 111.
- Das Einheimische. In: Mauerlaeufer. Literarisches Jahresheft 2020/21, ISBN 978-3-9819985-0-4, S. 85–91.

#### Mitherausgeber
- mit Hippe Habasch, Jochen Kelter, Christa Ludwig, Katrin Seglitz und Eva Hocke (Hrsg.): Mauerlaeufer. Literarisches Jahresheft. 1/2014 bis …
- Hippe Habasch, Renate Igel-Schweizer: Aber es gab noch einen anderen Fisch, Turm Verlag, Meersburg 2011.

### Kurzbeiträge Neufracher Bücherschmiede
- Zum Radikal-Tag. In: Sonntagsreden. Neufracher Bücherschmiede. Immenstaad 2009. (radikales Denken - Missverständnisse).
- Sorry Ihr Hunde. In: Neufracher Bücherschmiede 658/V/21/Ü. (Gesellschaftsanalyse: Oben und Unten, mangelnde Empathie).
- Vom herrschenden Recht. In: Neufracher Bücherschmiede VIII/18/545/Ü. (Soziale und ökologische Verantwortung, Spurenverwischung).
- Vom Herrgöttle. In: Neufracher Bücherschmiede IX/18/547/Ü. (Rettung der Tiere).